# Francesco Barozzi

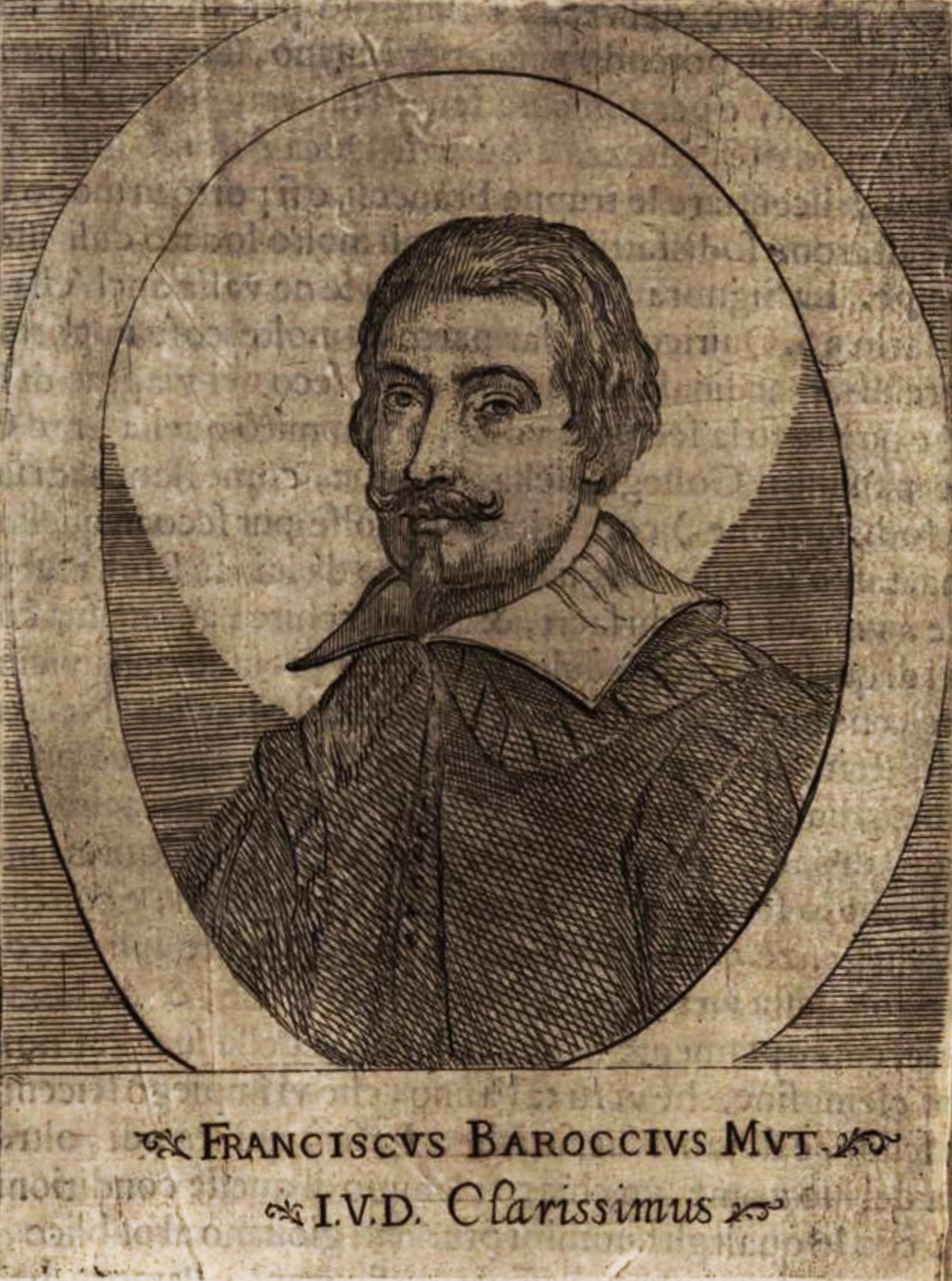
Francesco Barozzi

Francesco Barozzi (latinisiert Franciscus Barocius oder Baroccius, Barozzius; * 9. September 1537 in Iraklio; † 23. November 1604 in Venedig) war ein venezianisch-kretischer Mathematiker und Philologe der Renaissance.

## Leben
Barozzi, der sich auf den Titelseiten seiner Werke als Patritio Veneto, „Venezianischer Patrizier“, zu bezeichnen pflegte, war ein wohlhabender Adeliger, der, wie in seinem Inquisitionsurteil von 1587 festgehalten wurde, über ein Jahreseinkommen von 4000 Dukaten verfügte. Seine Mutter, Fiordiligi di Nicolò Dorro, stammte aus Rethymno, sein Vater Iacopo gehörte jener Linie der Barozzi an, die in Venedig seit dem 12. Jahrhundert im Pfarrbezirk San Moisè ihren Stammsitz hatte. Auf Kreta soll seine Familie seit 1252 an der Gründung der venezianischen Kolonie in Iraklio beteiligt gewesen sein. In Venedig residierte Barozzi in San Moisè, während er auf Kreta ein Haus in Agios Konstandinos im heutigen Bezirk Nikiforos Fokas besaß.
Barozzi lernte in seiner Jugend Latein und bei Andreas Donos Griechisch und studierte dann Philosophie und Mathematik in Padua, wo der Philosoph Marco Antonio de’ Passeri, genannt Genua, zu seinen Lehrern gehörte. 1559, im achten Jahr seiner Studien, begann er dort seine Vorlesungen in Mathematik, mit einer Antrittsrede, die im darauffolgenden Jahr im Druck erschien. Sechs Vorlesungen aus diesem Jahr, die den Kommentar von Proklos zum ersten Buch der Elemente Euklids behandelten, haben sich handschriftlich erhalten; im darauffolgenden Jahr brachte Barozzi dann auch seine kommentierte lateinische Übersetzung dieses Kommentars heraus.
Wie sich aus einer Bemerkung in seiner Cosmographia (1585) ergibt, hielt er 1559 auch eine Vorlesung über das Tractatus de Sphaera von Johannes de Sacrobosco, dessen Werk seit dem späten Mittelalter zu den Grundlagen der Astronomie an den europäischen Universitäten gehörte. In seiner Cosmographia wies er ihm 84 „Irrtümer“ nach, über die er nach dem Erscheinen dieses Werks dann noch einen Briefwechsel mit Christophorus Clavius führte.
Barozzi veröffentlichte eine kommentierte lateinische Übersetzung der beiden Schriften des sogenannten Heron von Byzanz über Kriegsmaschinen und Landvermessung (1572), einen Kommentar zu der „dunkelsten“ Stelle im Werk Platons, nämlich über die geometrische Zahl im achten Buch der Politeia (1566), und eine Schrift über Asymptoten, in der er einen Zirkel für die Erstellung von Kegelschnitten beschrieb (1586). Eine von ihm 1572 in Venedig in italienischer Sprache veröffentlichte Schrift über das mittelalterliche Zahlenkampfspiel wurde von August II. von Braunschweig-Wolfenbüttel ins Deutsche übersetzt (Rythmomachia. Ein vortrefflich / und uhraltes Spiel / deß Pythagorae), der diese Übersetzung dann seiner 1616 unter dem Pseudonym Gustavus Selenus veröffentlichten Beschreibung des Schachspiels angefügt hat. Von Barozzis Interesse für Prophetien und Prognostik zeugt, außer einer zweisprachigen handschriftlichen Ausgabe leonischer Vatizinien (siehe unten), ein von ihm 1566 in italienischer Sprache veröffentlichtes Pronostico universale für die Zeit bis 1570 auf der Grundlage von Nostradamus.
Nur handschriftlich erhalten sind außerdem eine Rede vom 4. Januar 1562 (in venezianischer Rechnung auf 1561 datiert) vor der von ihm zu dieser Zeit auf Kreta gegründeten Accademia dei Vivi, philologische Bearbeitungen und Kommentare zu Werken von Pappos, Archimedes und Abraham bar Chija (Savasorda), eine mit Widmung vom 13. April 1577 erhaltene, prachtvoll illustrierte Bearbeitung und lateinische Übersetzung der Kaiser Leo VI. zugeschriebenen Vatizinien, eine Erläuterung aller Sterne der achten Himmelssphäre, außerdem 30 noch größtenteils unveröffentlichte Briefe und eine geographische Beschreibung Kretas, die auch von epigraphischem Wert ist. Als verloren gilt ein von ihm unter dem Titel Theoricae planetarum liber verfasstes Werk, das seine Cosmographia als deren fünftes Buch ergänzen sollte.
Barozzi befasste sich offenbar auch mit Magie, wenn den Geständnissen zu trauen ist, die ein in mehreren Abschriften erhaltenes Urteil der Inquisition vom 16. Oktober 1587 beschreibt. In diesem Urteil wurde er der Apostasie und des Verdachts auf Häresie für schuldig befunden und nicht nur eigener Ausübung, sondern auch der Anstiftung einiger Verwandter zu Aberglauben und Hexerei bezichtigt. Konkret wurde ihm zur Last gelegt einen Geist in Gestalt eines Kindes beschworen und Liebes- und Regenzauber nach den Unterweisungen des Cornelius Agrippa und Petrus von Abano, zum Teil auch unter Missbrauch der Sakramente, praktiziert oder sich daran beteiligt zu haben. Verurteilt wurde er zu einer Geldstrafe von je 50 Dukaten an den Erzbischof von Iraklio und den Bischof von Rethymno, zu diversen Bußstrafen und zu einer auf unbestimmte Zeit festgesetzten Kerkerhaft, über deren Dauer sich die Inquisition die Entscheidung vorbehielt.
Nach der Entlassung aus der Haft, deren Datum nicht bekannt ist, soll er, so zumindest behauptet es der geistliche Biograph Giovanni degli Agostini im 18. Jahrhundert, aus Einsicht in seine Verfehlungen ein neues Leben geführt und sich hauptsächlich noch mit biblischen und patristischen Texten beschäftigt haben. 1604, während eines Besuches in einer Buchhandlung im Pfarrbezirk San Moisè, in dem sich auch seine Wohnung in Venedig befand, erlitt er dann einen Anfall, in den Pfarrdokumenten als Katarrh bezeichnet und später als Schlaganfall interpretiert, der innerhalb weniger Stunden durch Erstickung den Tod herbeiführte.
Barozzi heiratete 1572 Florida Foridi, die Tochter eines Iacopo di Prato (oder Prata), mit der er eine Tochter namens Fiordiligi hatte und die 1574 verstarb. Ein Sohn namens Andrea wurde möglicherweise schon vor 1572 geboren. In zweiter Ehe war er seit 1585 mit Elisabetta Barozzi di S. Francesco aus venezianischem Adel verheiratet.

## Codices Barocciani
Barozzi hinterließ seinem Neffen Iacopo Barozzi eine bedeutende Sammlung von Handschriften antiker, biblischer und anderer Texte, die Iacopo noch um Neuerwerbungen erweiterte und in einem Katalog verzeichnete. William Herbert, dritter Earl of Pembroke und Kanzler der Universität Oxford, erwarb diese Sammlung 1629 und stiftete sie der Bodleian Library, wo sie noch heute bewahrt wird. Während Barozzi selbst seine Werke mit der Namensform Barocius zu veröffentlichen pflegte, hat sich bei der Zitierung von Handschriften seiner Sammlung die Schreibung (Codex) Baroccianus etabliert.

## Sonstiges
Der Mondkrater Barocius ist nach ihm benannt.

## Werke
Zu Lebzeiten gedruckt

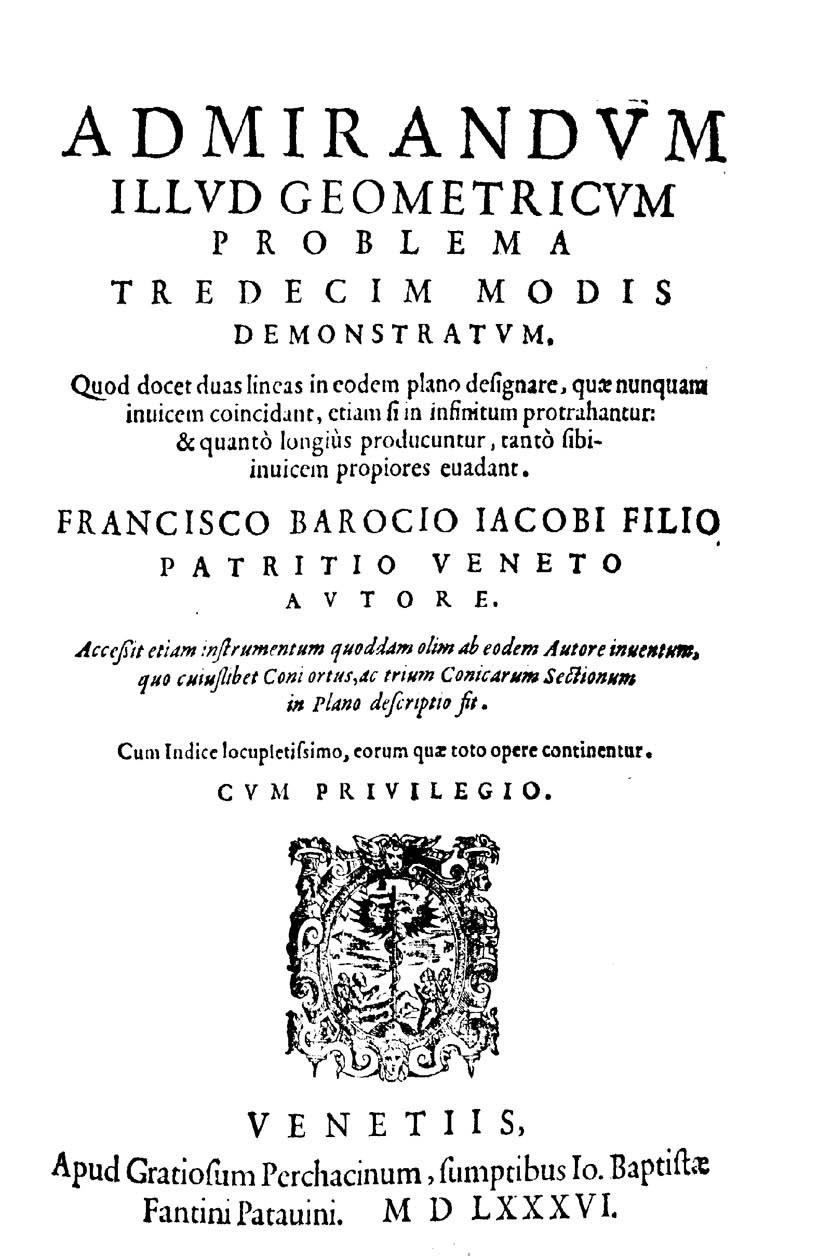
Admirandum illud geometricum problema tredecim modis demonstratum, 1586

- Oratio ad philosophiam virtutemque ipsam adhortatoria, habita Patavii in Academia Potentium die 25 novembri 1557. Pauda: Grazioso Perchacino, 1558
- Opusculum, in quo una oratio, & duae quaestiones: altera de certitudine, altera de medietate mathematicarum continentur. Padua: Grazioso Perchacino, 1560 (Digitalisat), dort S. 3r-6r die Antrittsrede von 1559: Oratio Francisci Barocii patritii veneti habita in celeberrimo gymnasio patavino cum mathematicas publice profiteri inciperet
- Procli Diadochi Lycii philosophi platonici ac mathematici probatissimi in primum Euclidis elementorum librum commentariorum ad universam mathematicam disciplinam principium eruditionis tradentium libri IIII. Padua: Grazioso Perchacino, 1560 (e-rara, Google Books)
- Commentarius in locum Platonis obscurissimum, & hactenus a nemine recte expositum in principio dialogi octavi de Rep[ublica] ubi sermo habetur de numero geometrico, de quo proverbium est, quod numero Platonis nihil obscurius. Bologna: Alessandro Benaccio, 1566
- Il nobilissimo et antiquissimo giuoco pythagoreo nominato Rythmomachia cioè battaglia de consonantie de numeri. Venedig: Grazioso Perchacino, 1572 (Digitalisate: Herzog August Bibliothek Wolfenbüttel, Google Books)
- Heronis Mechanici liber de machinis bellicis, necnon liber de geodaesia. Venedig: Francesco de’ Franceschi Senese, 1572 (Google Books, e-rara)
- Cosmographia in quatuor libros distributa, summo ordine, miraque facilitate, ac brevitate ad Magnam Ptolemaei mathematicam Constructionem ad universamque astrologiam instituens. Venedig: Grazioso Perchacino, 1585 (Digitalisat); 2. verb. und erw. Ausgabe ebenda 1598 (BSB digital, e-rara); 3. Ausg. ebenda 1607, außerdem in italienischer Übersetzung:
- Cosmografia in quattro libri diuisa, la quale con sommo ordine, e marauigliosa facilità, e breuità introduce alla grande mathematica costruttione di Tolomeo, & à tutta l'astrologia. Venedig: Grazioso Perchacino, 1607
- Admirandum illud geometricum problema tredecim modis demonstratum, quod docet duas lineas in eodem plano designare, quae nunquam invicem coincidant, etiam si in infinitum protrahantur: & quando longius producuntur, tanto sibi invicem propiores evadant. Venedig: Grazioso Perchacino, 1586 (BSB digital, e-rara); Photomechanischer Nachdruck Bologna: CLUEB, 1993 (= Instrumenta Rationis, 8), mit einer Einleitung von Luigi Maierù (Francesco Barozzi between ‚certainty‘ and ‚method‘)
- Pronostico universale di tutto il mondo. Il qual comincia dal principio dell'anno 1565 & finisce al principio dell'anno 1570. Racolto dalli presagi del divino Michiele Nostradamo, & dalli pronostici di molti altri eccellentissimi autori & con brevi annotazioni illustrato. Bologna: Libraria del Mercurio, 1566

Weitere
- Lectiones in Procli Commentarios in primum librum Euclidis Elementorum quas publice in Gymnasio Patavino profitebatur anno Christi natali 1559, hrsg. von Anna De Pace, Le matematiche e il mondo. Ricerche su un dibattito in Italia nella seconda metà del Cinquecento, Mailand: Franco Angeli, 1993, S. 349–430
- Leonis VI Imperatoris Vaticinia latino sermone donata, in zwei Versionen:

- Sogen. Codex Bute, entstanden zwischen 1575 und 1577, im 18. Jh. erworben von John Stuart, 3. Earl of Bute, seit 1978 in Privatbesitz, hrsg. von Jeannine Vereecken / Lydie Hadermann-Misguich, Les oracles de Léon le Sage illustrés par Georges Klontzas. La version Barozzi dans le Codex Bute, Venedig:  Institut Hellénique, Herakleion: Bibliothèque Vikelaia, 2000 (= Oriens Graecolatinus, 7)
- Codex Bodleianus Baroccianus 170, durch Widmung an Giacomo Foscarini datiert auf 6. April 1577, hrsg. von Antonio Rigo, Oracula leonis. Tre manoscritti greco-veneziani degli Oracoli attribuiti all'Imperatore bizantino Leone il Saggio (Bodl. Baroc. 170, Marc. gr. VII.22, Marc. gr. VII.3), Padua: Editoriale Programma, 1988 (= Helios, 2)

- Descrittione dell'isola di Creta, hrsg. von Stefanos Kaklamanis, Francesco Barozzi, Descrittione dell'isola di Creta – Περιγραφή της Κρήτης (1577/8). Mια γεωγραφική και αρχαιολογική περιγραφή της Kρήτης στα χρόνια της Αναγέννησης, Iraklio: Βικελαία Δημοτική Βιβλιοθήκη, 2004, zuvor auszugsweise in: Nobili nozze Elisabetta Barozzi - Cesare Foscari. Descrittione dell'Isola di Creta, composta da Francesco Barozzi fu figliuolo di messer Jacomo Nobile venetiano l'anno 1777 [sic], ritrovandosi nella detta Isola, Venedig: Tipografia Emiliana, 1898